# Il Dio del 36º piano. Storie del futuro prossimo
Il Dio del 36º piano. Storie del futuro prossimo è un'antologia fantascienza del 1968.
È il numero 601 della serie Oscar Fantascienza.

## Racconti
- Rembrandt S.p.A. (The Day Rembrandt Went Public, 1962) Arnold Auerbach
- C'è posto per tutti (Billennium, 1962) James G. Ballard
- Tutti contro tutti (Gadget Versus Trend, 1962) Christopher Anvil
- L'auto addosso (Romance in a Twenty-First Century Used-Car Lot, 1960) Robert F. Young
- Condizionamento (The Ear-Friend, 1958) Raymond E. Banks
- L'effetto Carson (The Carson Effect, 1964) Richard Wilson
- Autodelatore (Security Syndrome, 1965) Gerald Pearce
- Per chi lavoriamo (Dodkin's Job, 1964) Jack Vance
- Per che cosa ci pagano (Still Life,) Eric Frank Russell
- Le carte in regola (Final Clearance, 1957) Rachel Maddux
- Il Dio del 36º piano (The God on the 36th Floor, 1963) Herbert D. Kastle
- Censimento (The Census Takers, 1956) Frederik Pohl
- L'abisso di Chicago (To the Chicago Abyss, 1963) Ray Bradbury

## Edizioni
- Oscar Fantascienza, Oscar Fantascienza n.601, Milano, Mondadori, 1968,  p. 320.